# Parafia św. Piotra w Okowach w Chobienicach
Parafia Świętego Piotra w Okowach w Chobienicach – parafia rzymskokatolicka, znajdująca się w archidiecezji poznańskiej, w dekanacie zbąszyńskim.